# Rozszczepka kloszowa

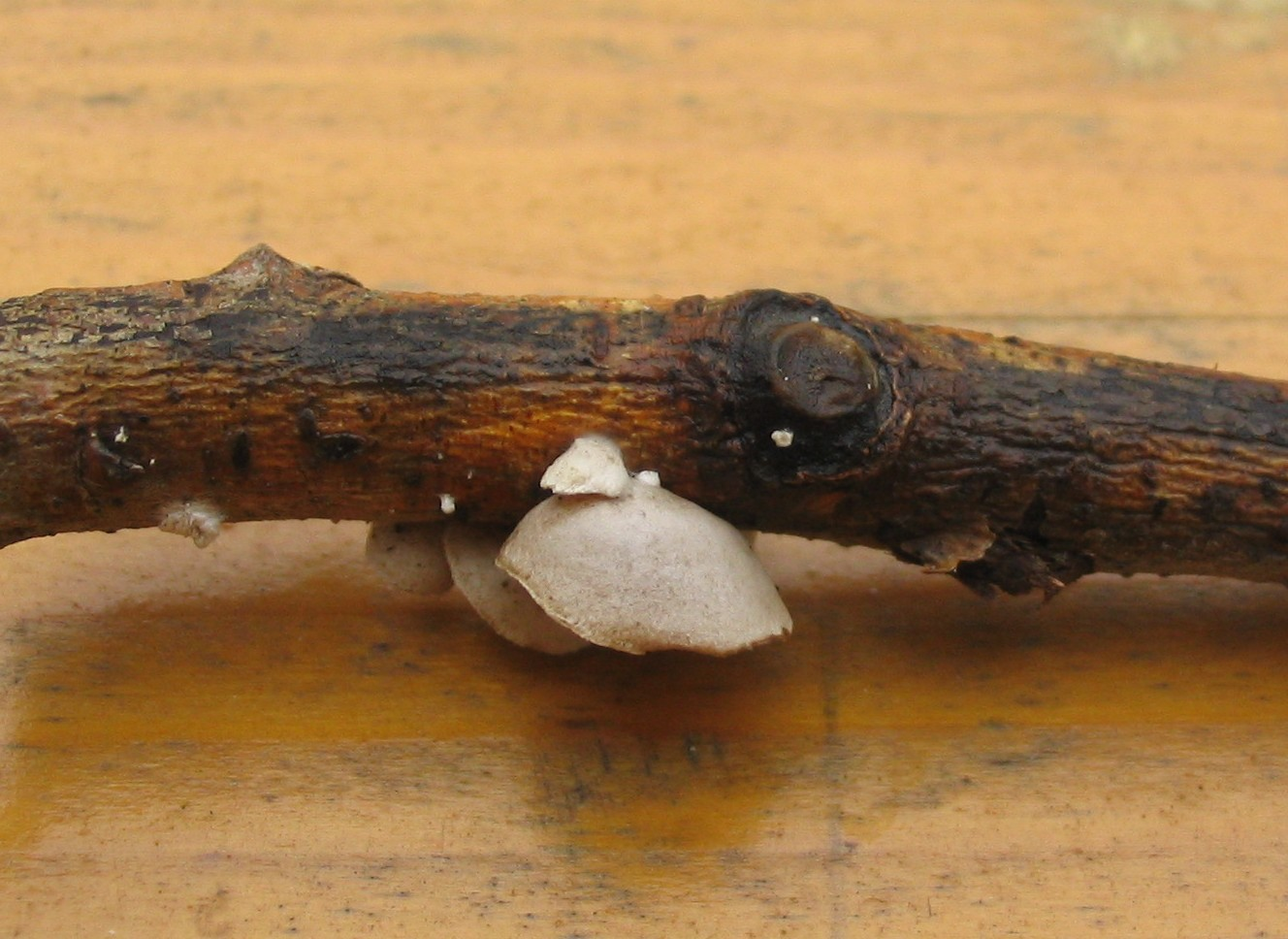

Rozszczepka kloszowa, uszaczek kosmaty (Schizophyllum amplum Fr.) – gatunek grzybów należący do rodziny rozszczepkowatych (Schizophyllaceae)

## Systematyka i nazewnictwo
Pozycja w klasyfikacji według Index Fungorum: Schizophyllum, Schizophyllaceae, Agaricales, Agaricomycetidae, Agaricomycetes, Agaricomycotina, Basidiomycota, Fungi.
Po raz pierwszy zdiagnozował go Joseph-Henri Léveillé w 1848 r. nadając mu nazwę Cyphella ampla. Obecną, uznaną przez Index Fungorum nazwę nadała mu Karen K. Nakasone w 1996 r.
Ma 15 synonimów. Niektóre z nich:
- Auriculariopsis ampla (Lév.) Maire 1902
- Lomatina flocculenta (Fr.) Höhn. & Litsch. 1907
- Merulius amplus (Lév.) Spirin & Zmitr. 2004

Władysław Wojewoda w 1973 r. nadał polską nazwę uszaczek kosmaty (wówczas gatunek ten zaliczany był do rodzaju Auriculariopsis, czyli uszaczek). Po przeniesieniu gatunku do rodzaju Schizophyllum nazwa ta stała się niespójna z nazwą naukową. Nazwę rozszczepka kloszowa podaje internetowy atlas grzybów.
W Europie Zachodniej ludowe nazwy nawiązują do nazwy ucho Judasza, którą powszechnie określany jest uszak bzowy, jako małe lub fałszywe ucho Judasza.

## Morfologia
Owocnik
Początkowo prawie kulisty, następnie miseczkowaty, w starszym wieku prawie rozpostarty. Średnica 0,5–1,5(2) cm. Trzonu brak lub śladowej wielkości. Brzeg zazwyczaj wyraźnie podwinięty do wewnątrz. Górna strona kutnerowata o barwie ochrowej, w owocnikach wysuszonych biaława. Dolna strona z hymenium o barwie jasnobrązowej, gliniastej, czerwonobrązowej lub czekoladowej, gładka, lekko oprószona i pofałdowana. Miąższ bardzo cienki, skórzasty, bez wyraźnego zapachu i smaku.
Cechy mikroskopowe
Wysyp zarodników biały, lekko kremowy. Zarodniki cylindryczne, nieco wygięte, gładkie, bezbarwne, o wymiarach 7–9 × 2–3 µm. 

## Występowanie i siedlisko
Znane jest występowanie rozszczepki kloszowej w Europie, Ameryce Północnej, Azji, Australii i na Nowej Zelandii. W. Wojewoda w zestawieniu wielkoowocnikowych grzybów podstawkowych Polski w 2003 r. przytacza liczne stanowiska z uwagą, że prawdopodobnie gatunek ten w Polsce nie jest rzadki i nie jest zagrożony wymarciem.
Grzyb saprotroficzny. Występuje w lasach, zaroślach i na poboczach dróg. Rośnie na martwym drewnie topoli, zwłaszcza topoli osiki oraz wierzb, zwłaszcza wierzby kruchej. Owocniki wytwarza od kwietnia do października i od stycznia do marca. Owocniki tworzą się zazwyczaj grupkami na korze drzew, zwłaszcza w dłuższych okresach wilgotnej pogody.